# NGC 4489
NGC 4489 هي مجرة إهليلجية قزم تبعد حوالي 60 مليون سنة ضوئية تقع في كوكبة الهلبة (كوكبة). اكتشفه عالم الفلك ويليام هيرشيل في 21 مارس 1784. وهو عضو في مجموعة العذراء.

## وصلات خارجية
- NGC 4489 على موقع ويكي سكاي: DSS2, SDSS, GALEX, IRAS, Hydrogen α, X-Ray, Astrophoto, Sky Map, Articles and images